# Zorge (station MTsK)
Zorge (Russisch: Зорге) is een station aan de kleine ringspoorlijn in de Russische hoofdstad Moskou.

## Geschiedenis
Het station ligt op vrijwel dezelfde plaats als het in 1952 gesloten Vojennoje Pole, waarvan de laatste gebouwen in 2000 zijn gesloopt. In het eerste deccenium van de 21e eeuw kwamen plannen op om het, in 1930 beëindigde, reizigersverkeer op de kleine ringspoorlijn te hervatten. De lijn was niet volledig gelektrificeerd en de plannen voorzagen dan ook in een dienstregeling met dieselstellen vanaf 2009. Uiteindelijk werd besloten tot de aanschaf van nieuwe elektrische treinstellen en tot de herbouw of toevoeging van nieuwe stations. Zorge werd aanbesteed als Novopestsjanaja (Russisch: Новопесчаная) en in het voorjaar van 2016 werkten ongeveer 160 bouwvakkers en 15 machines aan de bouw van het station en het OV-knooppunt aan de westkant. Het station en de naastgelegen straat zijn genoemd naar Richard Sorge, een Duitse verslaggever die in Tokio zijn contacten met de Japanse regering gebruikte om voor Stalin militaire informatie te vergaren.

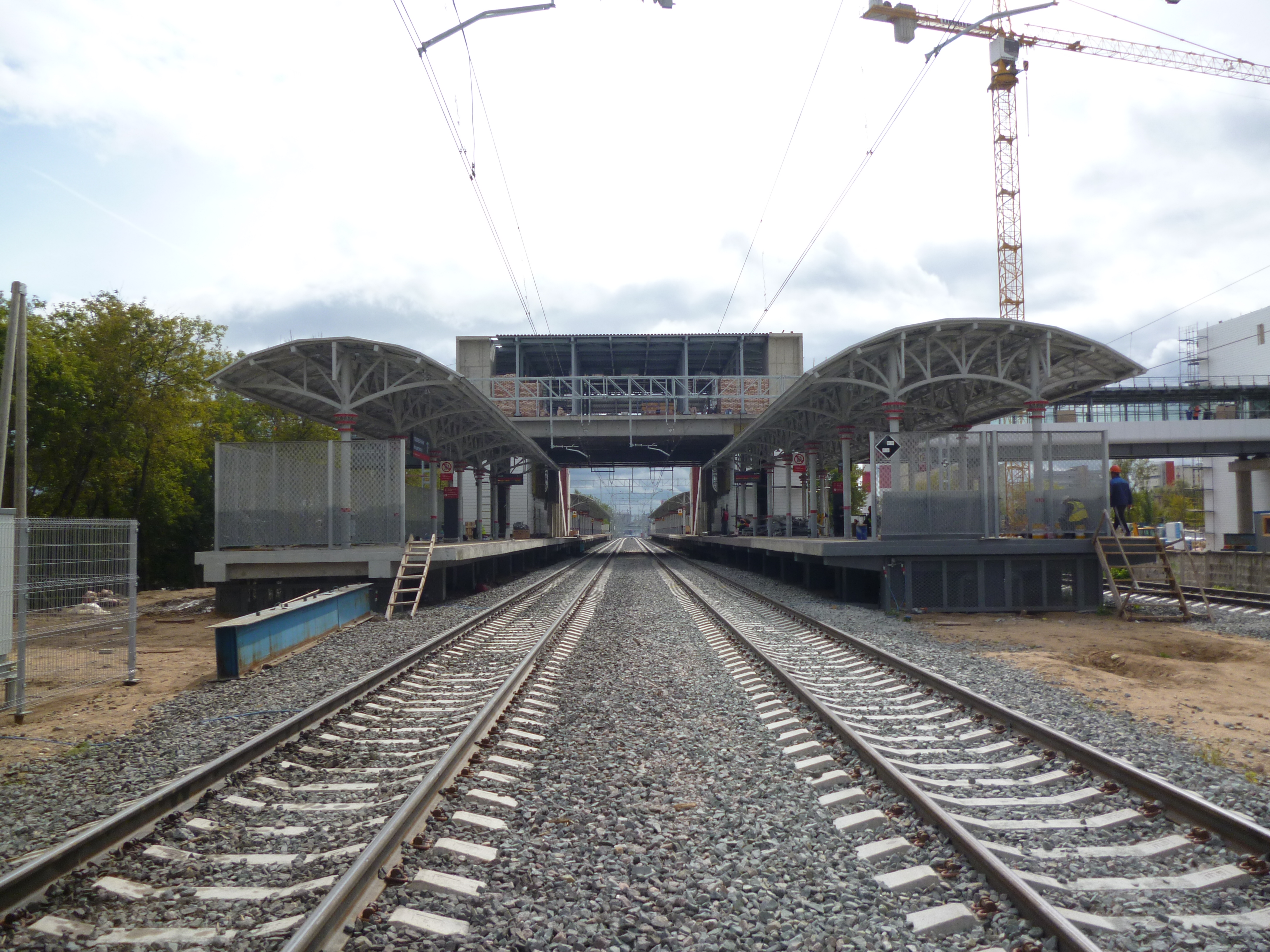
De stationshal in aanbouw gezien uit het noorden
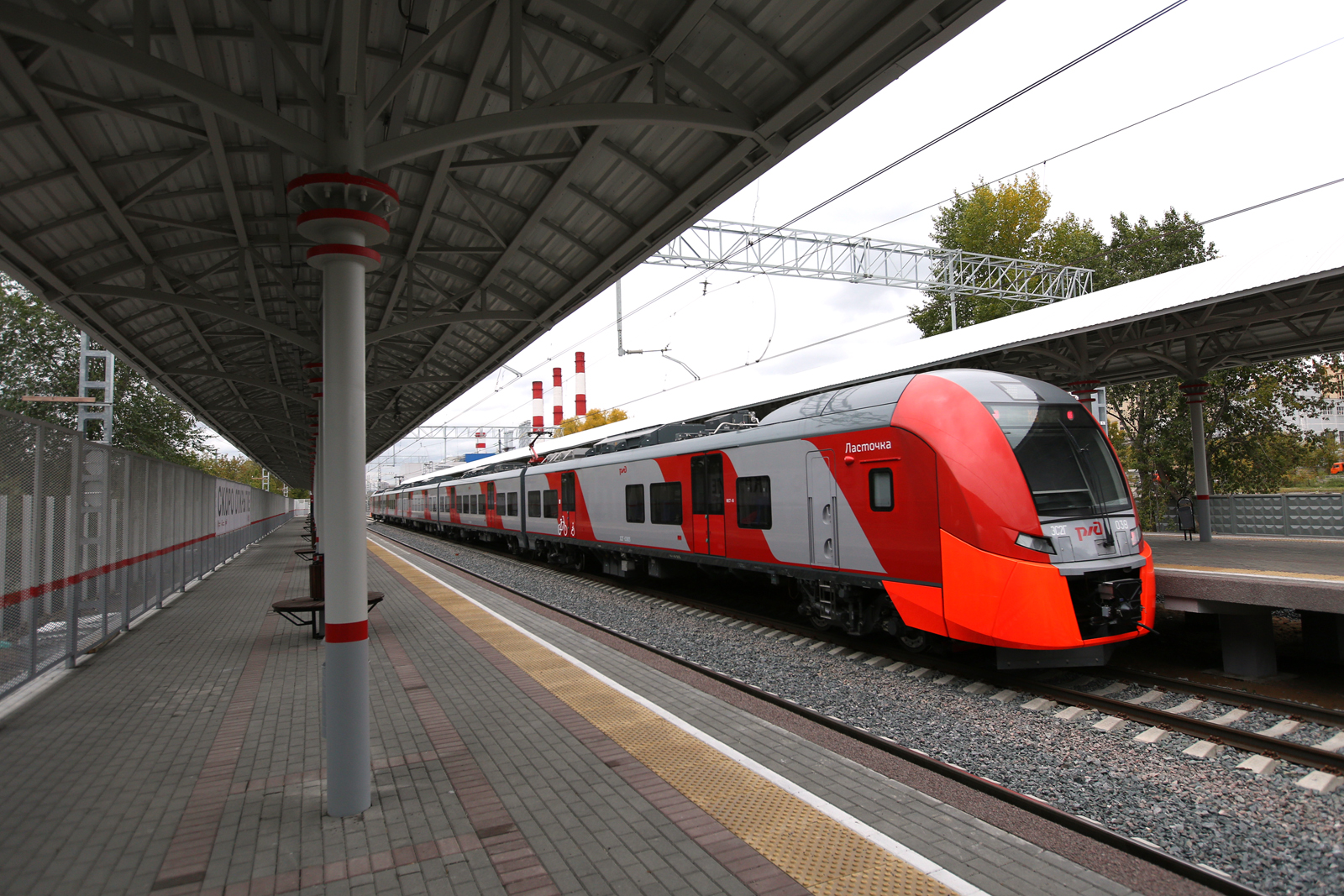
Treinstel ES2G-038 langs het eilandperron gezien vanaf het oostelijke perron
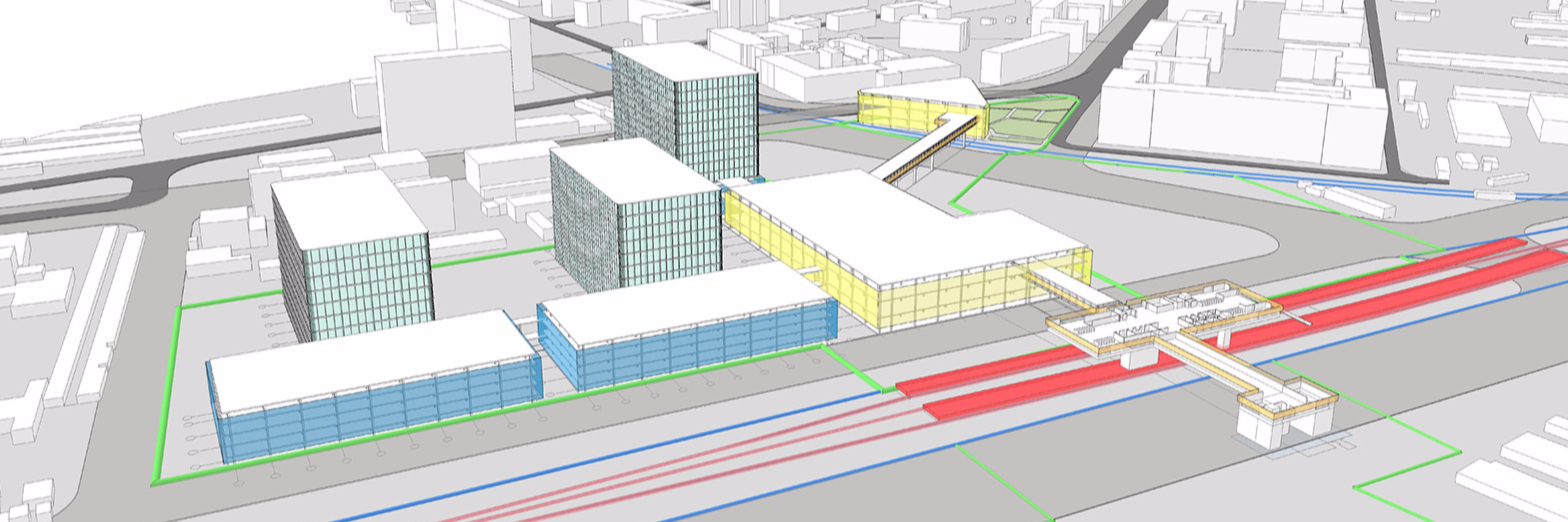
De ontwerptekening voor het vervoersknooppunt gezien uit het oosten

## Ligging
Het station ligt parallel aan de 3eChorosjevskistraat en de westkant en de Zorgestraat aan de oostkant. De ringspoorlijn vormt hier tevens de grens tussen de okroegen Noord-West en Noord. De perrons zij bereikbaar via een loopbrug aan de noordkant, de stationshal bevindt zich boven de sporen ter hoogte van de loopbrug. Deze bijna 200 meter lange loopbrug is de langste onder de stations van de ringspoorlijn. De loopbrug heeft een westelijke toegang aan het plein in de okroeg noord-west waar de Maarschalk Birjoezovstraat en de Berzarinastraat op uit komen. Voor de verdere toekomst is op het plein en het terrein ten zuiden daarvan een vervoersknooppunt te bouwen. Hiertoe zijn de rond 900 garages op dat terrein al gesloopt om plaats te maken voor bus en tramhaltes en een wooncomplex van ongeveer 120.000 m2. Onder het complex is een parkeergarage voor 957 auto's voorzien. De oostelijke toegang van de loopbrug ligt in de okroeg noord aan de Zorgestraat. Voor de toekomst is hier een wandelpromenade naar de ongeveer 700 meter ten oosten van het station gelegen VEB-Arena, het stadion van CSKA, gepland. Het dichtstbijzijnde metrostation, Oktjabrskoje Pole ligt 800 meter ten noordwesten van het station. De buizen van die metrolijn kruisen de ringlijn bij het zuideinde van de perrons en het is technisch mogelijk om een metrostation in te voegen in de Tagansko-Krasnopresnenskaja-lijn met een rechtstreekse overstap naar Zorge.

## Reizigersverkeer
De kleine ringspoorlijn wordt sinds 10 september 2016, onder de naam Moskouse Centrale Ringlijn en lijnnummer 14, geëxploiteerd door de MZD. Zorge staat volgens een telling uit 2017 op de 27e plaats qua reizigersaantallen onder de stations van de ringspoorlijn. De spitsuren zijn goed voor ongeveer 3.300 reizigers, de hele dag haalt hoogstens 6.000 reizigers. Op een hele maand werden 169.000 reizigers geteld.